# Espresso Macchiato
«Espresso Macchiato» (с итал. — «Эспрессо макиато») — песня эстонского рэп-исполнителя Томми Кэша. Она была написана им и Йоханнесом Науккариненом, а продюсированием занимался Науккаринен. Песня была выпущена 7 декабря 2024 года и представляла Эстонию на конкурсе песни «Евровидение-2025», заняв третье место с 356 очками.

## О песне
«Espresso Macchiato» — танцевальная поп-песня, характеризующаяся типичным рэпом и элементами электро-свинга. Текст песни, написанный на макаронической смеси ломаного английского, спанглиша и диалекта американо-итальянского языка брокколино, был написан Томми Кэшем совместно с Йоханнесом Науккариненом. В интервью Kroonika Томми Кэш заявил, что идея песни родилась «естественно», без намерения писать её специально для участия в конкурсе песни «Евровидение». Науккаринен был одним из авторов песни «Cha Cha Cha» финского рэпера Käärijä, которая представляла Финляндию на конкурсе песни «Евровидение-2023».

## Евровидение-2025
В 2025 году состоялся 17-й национальный отборочный конкурс Eesti Laul, организованный  телерадиовещательной компанией ERR. Финал национального этапа состоялся 15 февраля 2025 года на Unibet Arena в Таллинне. Победитель был выбран в двух раундах голосования. В первом раунде жюри (50 %) и общественное телеголосование (50 %) определили три лучших песни, которые прошли в суперфинал, в ходе которого победитель был выбран полностью общественным телеголосованием.
Томми Кэш стал победителем конкурса, набрав более 80 % голосов. Он представляет Эстонию на конкурсе «Евровидение-2025».
Клип на песню «Espresso Macchiato» был опубликован 16 марта 2025 года на официальном YouTube-канале Евровидения. Режиссёром клипа выступила Алина Пязок.
Конкурс песни «Евровидение-2025» проходил на арене Санкт-Якобсхалле в швейцарском Базеле. Он состоял из двух полуфиналов, прошедших 13 и 15 мая соответственно, а также финала 17 мая 2025 года. В ходе жеребьевки распределения, состоявшейся 28 января 2025 года, Эстония была выбрана для участия в первом полуфинале и выступила в первой половине шоу под 4-м номером. Исполнитель прошёл в финал. Песня прошла в финал и получила 356 голосов, что позволило Эстонии занять третье место.

## Чарты
| Чарт (2025)                           | Лучшая позиция |
| ------------------------------------- | -------------- |
| Estonia Airplay (TopHit)              | 1              |
| Iceland (Tónlistinn)                  | 29             |
| Italy (FIMI)                          | 69             |
| Italy (FIMI) Tony Effe Remix          | 53             |
| Latvia (LaIPA)                        | 18             |
| Lithuania (AGATA)                     | 35             |
| Lithuania Airplay (TopHit)            | 7              |
| Sweden Heatseeker (Sverigetopplistan) | 18             |